# Ministarstvo vanjskih poslova Ruske Federacije
Ministarstvo vanjskih poslova Ruske Federacije [rus. Министерство иностранных дел Российской Федерации (Ministerstvo inostrannykh del Rossiyskoy Federatsii), МИД РФ (MID RF)] glavna je institucija središnje vlade zadužena za vođenje vanjske politike i vanjskih odnosa Ruske Federacije.
Nastavak je Ministarstva vanjskih poslova Ruske Sovjetske Federativne Socijalističke Republike, koje je bilo pod nadzorom Ministarstva vanjskih poslova Sovjetskog Saveza. Sergej Lavrov trenutni je ministar vanjskih poslova.

## Vanjske poveznice
- Službena stranica Ministarstva vanjskih poslova Ruske Federacije – mid.ru (rus.)
- Glavni ured za servis diplomatskog kora u Ministarstvu vanjskih poslova Ruske Federacije – updk.ru (rus.)